# Giocondo Viglioli
Giocondo Viglioli (San Secondo Parmense, 4 ottobre 1809 – Parma, 1895) è stato un pittore italiano.

## Biografia
Figlio di Filippo, segretario comunale di San Secondo Parmense, frequentò con successo l'Accademia delle Belle Arti di Parma guadagnando la stima e la benevolenza dei suoi insegnanti. Nel 1832 fu collaboratore di Giovanbattista Borghesi e Giuseppe Martini nel recupero e restauro delle pitture di Giovan Battista Trotti, detto il Molosso, eseguite agli inizi del seicento nel Palazzo del Giardino di Parma. Entrato nelle grazie di Paolo Toschi riuscì ad ottenere non pochi lavori e incarichi per conto della Corte Ducale; non stupisce, infatti, il ritrovarlo nel 1833 fra gli artisti messi sotto contratto per la decorazione della Biblioteca Palatina di Parma come aiutante di Stanislao Campana: al Campana e ai suoi aiutanti sono ascrivibili le sei scene monocrome sopra il cornicione.  Nel frattempo il Viglioli proseguendo negli studi accademici si aggiudicò nel 1834 la prima medaglia per Mezza figura dipinta e il Nudo dipinto (opera non rintracciabile), il premio fu approvato e confermato dalla duchessa Maria Luigia nell'ottobre dello stesso anno. Nel maggio del 1835 l'Accademia gli conferì anche il Gran Premio Annuale per il Concorso di Pittura, bandito l'anno prima col soggetto del Buon Samaritano.
Sempre nel 1835 la duchessa Maria Luigia commissionò al Viglioli il Cristo crocifisso per il primo altare a destra della Cappella ducale di San Lodovico.
Nel 1836 il Viglioli si trasferì per il perfezionamento a Roma insieme a Giovanni Gaibazzi con il quale collaborò in precedenza nelle decorazioni della Palatina. Nella capitale pontificia il Viglioli si ispirò all'arte sacra, inviò come primo lavoro di studio la copia dei Santi Caterina e Sebastiano ai lati nella cosiddetta Madonna di San Niccolò dei Frari di Tiziano, tela che venne esposta nel 1837 alla mostra periodica tenuta nel Palazzo del Giardino di Parma. A Roma il Viglioli si intrattenne per tre anni, il doppio rispetto a quanto gli era stato assegnato, rientrando a Parma solo nel 1839 a ricoprire in accademia l'incarico di professore di anatomia dipinta. Contemporaneamente agli impegni didattici il Viglioli realizzò numerose opere commissionate dalla duchessa Maria Luigia, opere destinate alle chiese bisognose.
Nella seconda metà dell'Ottocento le notizie sull'attività del Viglioli sono piuttosto scarse, forse anche per la tendenza ad esporre le proprie opere al di fuori dei confini del Ducato di Parma, come, per esempio, a Milano. Nel 1851 il Viglioli venne censito a Parma insieme alla moglie Caterina Testi, continuò comunque l'insegnamento all'Accademia sino almeno al 1865. Nel 1889 il Viglioli pubblicò presso la tipografia Fiaccadori una monografia Delle porpore degli antichi. Morì a Parma nel 1895.
Nel suo paese natale, San Secondo Parmense, gli è dedicata una piazza.

## Opere
Il Viglioli realizzò numerose opere, molte delle quali andate purtroppo perdute o disperse, come l'opera principale alla quale lavorò per quindici anni rappresentante la resurrezione dei morti, della sua notevole produzione si ricordano:
- L'invenzione della bussola e L'invenzione della stampa affreschi della sala di Maria Luigia della Biblioteca Palatina di Parma (1833)[4]
- Il buon Samaritano (1835)[5]
- L'Annunciazione (su tavola) per la pieve di Sant'Antonino Martire a Barbiano (1839)
- San Martino che dona il manto al povero per la cappella del Collegio Militare sita nel Palazzo del Giardino di Parma, identificabile presso la chiesa della Certosa (1841)
- San Giacomo Apostolo per la duchessa Maria Luigia, ereditato alla morte di quest'ultima dal nipote arciduca Leopoldo d'Austria, poi andato disperso (1841),
- San Nicola da Bari per l'oratorio dei Lignière a Golese (1842)
- San Mauro abate che miracola il muratore caduto per la chiesa di San Martino a Madregolo (1843)
- San Bonifacio per la chiesa di San Fiorenzo a Fiorenzuola d'Arda (1845)
- Ecce Homo unica opera plastica che si ricordi, nella chiesa di San Vitale a Parma (1851)
- San Tommaso di Canterbury per la chiesa omonima di Gattatico (1851)
- La Discesa dello Spirito Santo, per l'altare maggiore della chiesa omonima (opera ancora menzionata nel 1934 poi andata dispersa)
- La Sibilla (Galleria Nazionale di Parma)[5]
- Episodio del giudizio universale (Galleria Nazionale di Parma)[5]